# 斯洛維尼亞體育
斯洛維尼亞最受歡迎的體育項目包括足球、籃球、冰球、手球、跳台滑雪和滑雪。個人競技項目，如田徑、自行車和網球也很受歡迎。斯洛維尼亞已經參加十一屆夏季和冬季奧運會。斯洛維尼亞最高級別的足球聯賽是斯洛維尼亞足球超級聯賽。斯洛維尼亞參加了2002年和2010年世界杯足球賽。斯洛維尼亞最高級別的籃球聯賽是斯洛維尼亞籃球甲級聯賽，有12支球隊參加。斯洛維尼亞最高級別的冰球賽事斯洛維尼亞冰球錦標賽。